# 潘芝莉
潘芝莉（英語：Chillie Poon，1972年2月27日—），香港前電視藝人，1996年當選香港小姐亞軍。
潘芝莉於香港嘉諾撒聖心學校、嘉諾撒聖心書院畢業，中六畢業後投考日本航空成為空姐，1996年參選香港小姐，獲得亞軍。
潘芝莉參選港姐後，簽約無綫電視，1997年以香港身份代表參加世界小姐競選，同年開始居住澳洲雪梨。此後，曾演出多部電視劇和主持六合彩攪珠節目，唯多屬綠葉角色。1999年4月與無綫提前解約後，淡出電視圈。
潘芝莉與餐飲業者鄧裕森拍拖三年後，於2002年1月5日在灣仔循道衛理香港堂舉行婚禮，其結婚鑽石戒指重1.7卡，而兩人皆是基督徒。二人婚後長居澳洲雪梨，育有1子1女，女兒及兒子分別出生於2009年3月27日及2010年9月10日。
潘芝莉於澳洲雪梨幫助其丈夫在當地打理家族餐館及粵菜酒樓生意，並贊助當地華人社區選美及歌唱比賽等節目；每年返回香港兩次。

## 電視劇演出
- 1998年
  - 緣來沒法擋
  - 西遊記貳
  - 冤家宜结不宜解
  - 离岛特警 饰 江静芝
- 1999年
  - 寵物情緣 飾 李鳳萍（Ivy）
  - 金玉滿堂
  - 刑事偵緝檔案IV 飾 張素玲
  - 全院滿座 饰 Margaret

## 資料來源
1. ↑  港姐潘芝莉願被神使用
2. ↑  潘芝莉出閣一吻30秒 （页面存档备份，存于） 蘋果日報，2002年1月6日
3. ↑  前港姐潘芝莉 婚後長居澳洲 幫老公打理家族餐廳生意 （页面存档备份，存于） 蘋果日報，2014年12月22日
4. ↑  前港姐潘芝莉拒做怪獸家長 東方日報，2014年12月22日

## 外部連結
- 潘芝莉的Instagram帳戶

| 前任： 李嘉慧 | 香港小姐競選亞軍 1996年 | 繼任： 李明慧 |